# Do It Yourself (Warhol)
Do It Yourself (Mach’ es selbst) ist eine fünfteilige Gemäldeserie des amerikanischen Pop-Art-Künstlers Andy Warhol aus dem Jahr 1962. Die unterschiedlichen Motive sind den „Malen-nach-Zahlen“-Vorlagen (in den USA als Paint-by-number bekannt) zum Selbstausmalen für Hobbymaler nachempfunden.

## Beschreibung
Die von Warhol per Hand ausgeführten Arbeiten sind Tafelbilder in Acrylfarbe mit „Prestype“-Abreibeziffern (ähnlich dem Produkt von Letraset) auf Leinwand. Die Themen der Gemälde variieren, so gibt es die Querformate Do It Yourself (Violin), in der Größe 137 × 182,9 cm, das ein Stillleben mit einer Violine zeigt, die neben einer Obstschale liegt; das Do It Yourself (Sailboats), 182,9 × 254 cm, ist ein Seestück, mit zwei Segelbooten vor einem fulminanten Wolkenhimmel; das Do It Yourself (Seascape), 138 × 182,5 cm, zeigt eine Küstenszene mit einem Bootshaus, Möwen und zwei auf Dock gelegten Segelbooten; sowie die Hochformate Do It Yourself (Flowers) mit den Maßen 175 × 150 cm, das ein frühlingshaftes Blumenbild mit Narzissen, Iris und Tulpen darstellt; und Do It Yourself (Landscape), 177,2 × 137,5 cm, das eine herbstliche Landschaft zeigt, durch die ein Feldweg an einem Scheunengebäude mit einem typischen US-Briefkasten und einem großen Baum vorbei zu einem weiteren Gebäude am Horizont führt.
Sämtliche Arbeiten der Serie sind von Warhol bewusst unvollständig ausgeführt: Einige Bereiche sind bereits farbig ausgemalt, wohingegen die noch unbearbeiteten weißen Flächen mit schwarzen Umrißlinien und Zahlen versehen sind, die das gesamte Motiv vorgeben. Die Nummerierung der Weißflächen lässt dabei auf die Zuordnung bestimmter Farben schließen. Die Zahlen bestehen aus schwarzen Abreibebuchstaben der Marke „Prestype“ in der Schriftart Times Roman.
Die Gemälde erwecken den Eindruck, der Künstler habe mitten in der Malerei aufgehört oder gerade erst damit begonnen, die nummerierten Flächen auszumalen. Tatsächlich dienten Warhol die farbigen Flächen nur zum „dekorativen“ Zweck und entsprechen in ihrer unnatürlichen Farbgebung in keiner Weise irgendwelchen Originalvorlagen. Um den Eindruck einer mechanischen Fertigung der Bilder noch zu verstärken, klebte Warhol die Zahlen kurzerhand auf, statt sie mit der Hand zu malen.
Für die Skizzen der Acrylbilder verwendete Warhol bereits fertig auf Papier gedruckte Vorlagen aus Hobby-Malkästen. In Warhols Nachlass fanden sich überdies zahlreiche handnummerierte Bleistiftskizzen zu den Do It Yourselfs.

## Einordnung in Warhols Werk
Im Frühjahr 1962 löste sich Warhol endgültig von der Thematik der Comic-Strips, die sein Pop-Art-Kollege Roy Lichtenstein seit dem Vorjahr mit Werken wie Mädchen mit Ball bereits mit großem Erfolg produzierte und wandte sich in einer Art hektischer Motivsuche anderen alltäglichen Gegenständen zu. Die Begegnung mit Lichtenstein hatte bei Warhol den Entschluss ausgelöst, sich nur noch auf die Wahl und Reproduktion eines möglichst einfachen Themas zu konzentrieren. Das ganze Jahr hindurch arbeitete Warhol in drei sehr unterschiedlichen Maltechniken, so schuf er handgemalte Werke, Serienbilder mittels Schablone oder Stempeldruck und Siebdrucke, wobei die Siebdrucke vorläufig noch nicht die handgemalten Bilder ablösten.
Warhol fertigte zahlreiche Bleistiftzeichnungen von Dollarscheinen, Konservendosen, Ketchupflaschen, sowie Porträts der Filmstars Joan Crawford, Hedy Lamarr und Ginger Rogers – allesamt Stars aus Warhols Jugendzeit in den 1930er/1940er Jahren – an. Des Weiteren kopierte er minutiös Zeitschriftenanzeigen, in denen die vorgenannten Filmgöttinnen für Kosmetika wie Maybelline-Wimperntusche oder Parfümflakons warben. Auch einige Versuche, Pressefotografien exakt zu imitieren, gehören in diese Phase der Warhol’schen Themensuche. Etwa zu dieser Zeit entstanden auch Warhols schwarzweiße Tanzdiagramm-Bilder.
Im Verlauf des Jahres begann Warhol in seinen Arbeiten kontinuierlich alles, was in irgendeiner Weise handgemacht aussah, zu eliminieren. Zunächst entstanden die Brief- und Rabattmarkenserien, die Warhol mit einfachen Gummistempeln anfertigte. Dem Künstler gefiel dabei die Idee, bedrucktes Papier mit einem spezifischen Marktwert zur Kunst zu erheben, um daraus wiederum Kapital zu schlagen. „Er sehnte sich aufrichtig nach der Fähigkeit, jedem Ding einen größeren kommerziellen Wert zu verleihen, indem er es einfach nur berührte,“ so der Warhol-Biograf David Bourdon.
Der Autor Marco Livingstone bemerkte zu Warhols Bildsprache: „Die einfache Themenwahl hatte für Warhol alle Vorzüge eines Fertiggerichtes: Sämtliche Entscheidungen des Künstlers hinsichtlich Anordnung, Komposition oder Farbwahl waren bereits durch das Motiv vorgegeben.“ Die Entstehungsgeschichte der oft zitierten  Campbells-Suppendose fällt in diese Zeit. Angeblich hatte Warhol  dabei eine Idee des Kunsthändlers Muriel Latow übernommen. Zu den ersten Siebdrucken gehörten im Anschluss die Dollar-Bilder, Handle with Care – Glass – Thank You, Martinson Coffee und die Coca Cola-Bilder (alle 1962).

## Betrachtungen
David Bourdon: „Nur ein so respektloser und ironischer Künstler wie Warhol konnte auf die Idee kommen, diese massenproduzierten Kitschbilder in ‚Originale‘ für einen wohlhabenden Käuferkreis zu verwandeln – und die Sammler zählen sie heute zu den witzigsten und pfiffigsten seines Œuvres.“
Der Kunsthistoriker Michael Lüthy: „Die Do-It-Yourself-Bilder von 1962 eröffnen nicht zufällig die Spannung zwischen individuellem Selbermachen und Vorfertigung, ohne jedoch diese Spannung als Konflikt zu inszenieren. Vielmehr scheinen diese Bilder zu sagen, dass Warhol es gerade mag, so zu malen, wie es die Vorlage vorgibt.“

## Sammlungen
Das Do It Yourself (Seascape) gehört seit 2024 nicht mehr zur Sammlung Erich Marx im Museum für Gegenwart im Hamburger Bahnhof in Berlin. Das Do It Yourself (Landscape) gehört zur Sammlung des Museum Ludwig in Köln. Do It Yourself (Flowers) sowie Do It Yourself (Sailboats) befinden sich in der Daros Collection in Zürich. Das Do It Yourself (Violin) befindet sich in Privatbesitz.

## Ausstellungen
Do It Yourself (Sailboats)  wurde vom 8. Juni 2007 bis zum 16. September 2007 in der Ausstellung Seestücke als eines der Schlüsselwerke der Pop Art zum Thema, in der Hamburger Kunsthalle gezeigt. Warhols Do It Yourself (Landscape) und Do It Yourself (Flowers) gehören zur ersten Online-Ausstellung des New Yorker Museum of Modern Art, die seit 2008 unter dem Titel Color Chart: Reinventing Color 1950 to Today gezeigt wird.